# アラミ・ウリョン
アラミ・ウリョン（アラミ・ウリョン・ビジャルバ、1978年10月3日 — ）は、スイスの映画監督。 パラグアイのアスンシオン出身。 『Cloudy Times 』（曇りの時代、スペイン語原題： El Tiempo Nublado ）の脚本、監督、プロデューサーを担当。16歳でキャリアをスタート、パラグアイの映画業界のパイオニアであり革新者とみなされている。

## 来歴
パラグアイ、アスンシオンで育つ。幼い頃に両親のミルナ・ビジャルバとルイス・ウリョンは離婚。パーキンソン病とてんかんを患っていた母親に育てられ、幼少期の記憶は母親の病気と闘った経験に占められている。母親の病気のため、祖母のマリア・オリンダ・アロンソにも育てられた。
映画業界に入ったのは16歳の時。テレビ番組「Via Libre」のオーディションを受けたが、カメラの前で固まってしまい落選。しかし審査員から注目され、番組の制作アシスタントとして採用された 。
映画制作とオーディオビジュアル制作の経験は、後年非常に役に立ったと述べている。その後ボストン・フィルム・アンド・ビデオ財団で実践的な映画制作を学ぶための奨学金を獲得した。

## 経歴
幼少期、パラグアイはアルフレド・ストロエスネル独裁政権下にあった。独裁政権の抑圧的な文化が、若者の間で民主主義についての対話を促したいという思いにつながった。 
1998年、革新的なラジオ局「ロック・アンド・ポップ」で番組のディレクターを務めた 番組は毎晩2時間生放送で、エロティックなテーマを扱っていた。。ウリョンは他のボランティアとともに書いたエロティックな物語を公開。視聴者は電話でそれぞれの物語や空想、体験を話した。このような番組はパラグアイのラジオでは前例がなかった。同年19歳のとき、短編映画『Absence of an Own Name』（自分の名前の不在／スペイン語原題：Ausencia de un nombre propio）で初の映画監督を務めた。
プロデューサーとしてのキャリアを続け、ミュージックビデオ、テレビCM、ロリ・クラブ名義の子供向け番組の制作にも携わった。2年後、パラグアイで映画『Béckon』を監督。
マリオ・フェレイロと共に、エル・カフェ・デ・ラ・イグアナというクラブでライブ音楽の演奏や美術展の企画を通して芸術振興に尽力した。2001年、さらに野心的な取り組みを開始し、社会的なテーマに関する対話を促進し、芸術の振興を図った。ラ・プラジタでは、毎週最大5つのイベントを開催し、映画、美術展、ライブ音楽、演劇などを披露した。
その後もラテンアメリカとヨーロッパの制作会社でキャリアを積み続けた。2008年にはスペインのパルマ・デ・マヨルカに移り、パルマ・ピクチャーズでプロデューサーとして活躍。
011年に公開された『18 Cigarrillos y Medio』 の製作に携った。2011年には自身のドキュメンタリー映画『Cloudy Times』の製作を開始。2014年に上映され、高い評価と数々の賞を受賞。パラグアイ映画として初めてアカデミー賞に出品された。
020年には新作『Nothing but the Sun』（太陽だけ／スペイン語原題： Apenas el sol）を発表。このドキュメンタリーは先住民アヨレオ族の苦闘を描いており、「アヨレオ族は経済的圧力に対処しなければならず、その圧力によって苦しみがいつまでも続く恐れがある不平等な戦いを強いられている。パラグアイの法律では権利が認められているにもかかわらず、先祖代々の土地を離れることを余儀なくされたアヨレオ族は、適応できない敵対的な都市環境に身を置くことが多く、拒絶され、疎外へと追いやられる。」
ジェンダー暴力についての著書『About Abuse and Other Relatives』（スペイン語原題： Sobre abusos y otros parientes ）を執筆。数人のスイス人映画監督のナラティブ・コンサルタントとしても活動している。
パラグアイ映画アカデミーおよびヨーロッパ映画アカデミーの会員。ウリョンは現在、長編ドキュメンタリー第3作『CALL ME WHEN THE WIND BLOWS（風が吹いたら電話を）』の制作中である。この作品は、失った人への敬意を表し、愛を示すために岩手県上閉伊郡大槌町にある「風の電話」を使う人々を描いた、グリーフと回復力についての詩的な瞑想である。ウリョン自身も、彼女自身の喪のプロセスに電話を使うことになる。

## 私生活

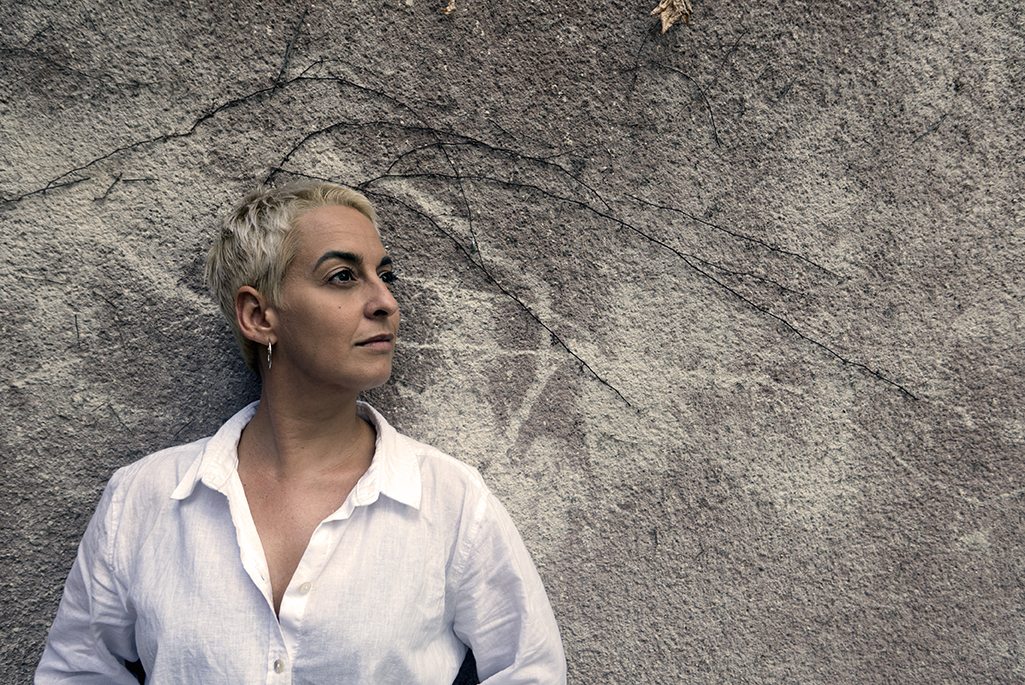
Portrait of Arami Ullón

パートナーのパトリック・オザーとともに、パラグアイのアスンシオンとスイスのバーゼルに居住。

## 映画のテーマ
- ウリョンの作品は社会的な色合いが強く、議論や認識に値する問題に注目を集めている。
- 独裁政権時代には民主主義に関する議論はタブーで非常に破壊的だと考えられていたにもかかわらず、パラグアイで社会や政治の問題について公開討論を提供する最初のテレビ番組の制作に携わった。
- 処女作『Absence of an Own Name』（自分の名前の不在／原題 Ausencia de un nombre propio ）は、10代の少女のセクシュアリティを、自然かつ超越的な一部として描いた作品。公開当時、社会の一部の層はこの映画を挑発的で不道徳だと捉え、映画館から撤去された。
- 『Cloudy Times』（曇りの時代）は、パラグアイ社会の様々な側面とテーマを描いている。ジェンダーの役割と期待、社会保障の欠如、そして高齢者介護の不安定な制度など。[21]
- 『Nothing but the Sun』（太陽だけ）は、組織的に差別され、トラウマ的に故郷を追われ、文化遺産を否定されているアヨレオの人々の悲惨な物語を伝えている。[22][23]
- 『Nothing but the Sun』（太陽だけ）は、パラグアイとスイスの共同製作。母国における映画製作の体制と機会の不足について、強く訴えてきた。他のパラグアイ人映画製作者とともに、パラグアイの脚本家と監督のための組織であるクレアドレスPYを設立。
- パラグアイ映画アカデミーの活発な会員である。

## フィルモグラフィー – 主な作品
| 年   | タイトル                         | メディア | 注記                                                                                     | 国                             |
| ---- | -------------------------------- | -------- | ---------------------------------------------------------------------------------------- | ------------------------------ |
| 1994 | ビア・リブレ                     | テレビ   | 制作アシスタント                                                                         | パラグアイ                     |
| 1997 | エル・トケ・デル・オーボエ       | 映画     | 制作アシスタント                                                                         | パラグアイ, ブラジル           |
| 1998 | 自分の名前の不在                 | 短編映画 | 脚本家、プロデューサー、監督                                                             | パラグアイ                     |
| 2000 | ベコン                           | 短編映画 | 監督                                                                                     | パラグアイ                     |
| 2005 | マイアミバイス                   | 映画     | パラグアイの制作コーディネーター パラグアイの制作コーディネーター セット制作アシスタント | アメリカ                       |
| 2006 | ロリークラブ                     | テレビ   | 制作コーディネーター                                                                     | パラグアイ                     |
| 2011 | 18 シガリーヨ・イ・メディオ      | 映画     | プロデューサー                                                                           | スペイン、メキシコ、パラグアイ |
| 2013 | デット・グラー・ゴールド         | 映画     | 入札プロデューサー - パルマ・ピクチャーズ                                                | スペイン                       |
| 2014 | Cloudy Times （曇りの時代）      | 映画     | 脚本家、共同プロデューサー、監督                                                         | スイス、パラグアイ             |
| 2020 | Nothing But the Sun （太陽だけ） | 映画     | 脚本家、共同プロデューサー、監督                                                         | スイス、パラグアイ             |